# Amaury Epaminondas
Amaury Epaminondas Junqueira (Barretos, 25 de diciembre de 1935 - 31 de marzo de 2016) fue futbolista brasileño, jugaba en la posición de mediocampista derecho o de delantero y militó en el fútbol brasileño y mexicano. Fue el primer campeón de goleo que tuvo el Deportivo Toluca de la Primera División de México.

## Carrera

### Equipos en Brasil
Debutó con el Club de Regatas Vasco da Gama en 1956. Estuvo en el Campeonato Paulista de 1957 con el São Paulo Futebol Clube, donde quedaría campeón con el equipo al superar 3-1 al Corinthians, él fue el autor de una de las anotaciones. En 1958 logró marcar 44 goles en 60 partidos, con un promedio de 0.73 goles por juego. 
Estuvo con el São Paulo hasta 1961, jugó 112 juegos de los cuales el equipo ganó 56, empató 29 y solo perdió 27, marcaría 68 goles en total. 

### Su llegada a México
En 1962 decide emigrar al fútbol mexicano, empezando su trayectoria con el Oro de Jalisco donde lograría salir campeón en 1 ocasión en 1962-63 dirigido por Arpad Fekete. Jugaría hasta 1965 en el Oro para después pasar al Club Deportivo Toluca, de 1966 a 1968, en donde fue bicampeón en la temporada 1966-67 y 1967-68 dirigido por Ignacio Trelles, donde lograría un tercer título de goleo en la temporada 1966-67. Después jugó en el ya desaparecido equipo Laguna, de Torreón, Coahuila, en la temporada 1969-1970.   
En total, anotó 117 goles en el futbol mexicano: 68 goles, con el Oro, de Guadalajara; 49 con el Toluca y con la "Ola Verde" del Laguna solamente anotó uno, pero en torneo de Copa.  
También se desempeñó como entrenador de fuerzas básicas y escuelas privadas.

## Muerte
Amaury Epaminondas, el legendario goleador de los Diablos Rojos de Toluca, falleció el 31 de mayo de 2016 en su domicilio por complicaciones de la insuficiencia renal crónica.